# Journal of Thoracic Disease
Journal of Thoracic Disease es una revista médica revisada por pares y de acceso abierto que cubre el área de la neumología. Fue creada en diciembre de 2009 y es publicada con periodicidad mensual por AME Publishing Company. Es la revista oficial del Laboratorio Estatal de Enfermedades Respiratorias de China, del Instituto de Enfermedades Respiratorias de Guangzhou, del Hospital de la Universidad Médica de Guangzhou y de la Sociedad de Enfermedades Torácicas.
El editor jefe es Zhong Nanshan (Instituto de Enfermedades Respiratorias de Guangzhou). Según el Journal Citation Reports, la revista tuvo en 2016 un factor de impacto de 2.365 puntos.

## Métricas de revista
2022
- Web of Science Group : 2.895
- Índice h de Google Scholar: 70
- Scopus: 2.016

La revista se sitúa en décimo lugar dentro de la categoría de "Neumología" en Google Scholar